# パンツァーシュレック
パンツァーシュレック（ドイツ語: Panzerschreck）は、第二次世界大戦中にドイツ国防軍が使用した対戦車ロケット擲弾発射器（独: Raketenpanzerbüchse、ラケーテンパンツァービュクセ：直訳で「ロケット対戦車筒」の意）の通称である。
形状がストーブの煙突に似ていることから、そのまま“Ofenrohr”（オーフェンローア：オーブン（ストーブ）の煙突、の意）とも呼ばれた。

## 概要

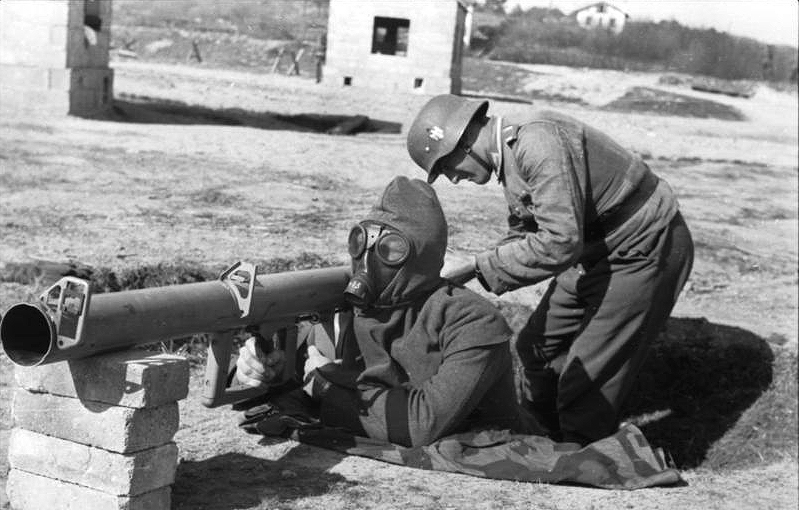
訓練展示において撮影された初期型の防盾無しのパンツァーシュレック。射手は吸収缶を外したガスマスクとフードで頭部を保護している

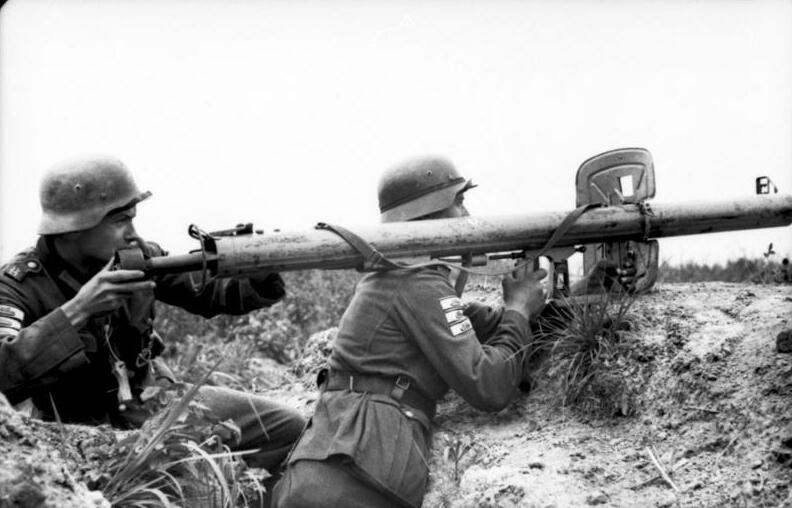
防盾が取り付けられたパンツァーシュレック。射手右肩の前に発電用ダイナモが見える。また、射手と装填手の右袖に受章した戦車撃破章が取り付けられている

パンツァーシュレックは、チュニジアの戦いでアメリカ軍から鹵獲したM1バズーカを手本として、自軍の8.8cmロケット弾とよく似たロケット弾を使えるように設計された。開発時期はパンツァーファウストよりわずかに後の1943年初頭とされている。最初の量産型であるRPzB 43（重量9.25kg）は、ロケットの燃えカス（射出後、2m飛行したところまで推進剤が燃焼し続ける）が射手に吹き付ける欠点があり、ガスマスクと手袋の着用が必要であった。
通常、1発射機に対して7発のロケット弾が定数である。ロケット弾は、気温により推進剤の燃焼速度が変わるため夏用と冬用があり、これに合わせて調整できる照星も用意された。燃焼が射出後早々に終わるため、遠距離の目標を撃つ場合は照準が少し上に向けられ、弾道はやや山形になる。ロケット弾の速度は105m/秒に達し、実用有効射程はいずれも150-180mであった。
M1バズーカの口径が2.36inch（60mm）で装甲貫徹力が100mmであるのに対し、パンツァーシュレックは口径88mmで装甲貫徹力が命中角90度で230mm、60度で160mmであり、当時のほぼ全ての戦車の正面装甲を貫徹する威力を誇っていた。また発射薬への電気点火方法は、M1バズーカの乾電池方式に対し、パンツァーシュレックは前方のレバーで引き金後方のスプリングを圧縮しコッキング、引き金でそれを解放して発電・点火する小型のダイナモを用いている。

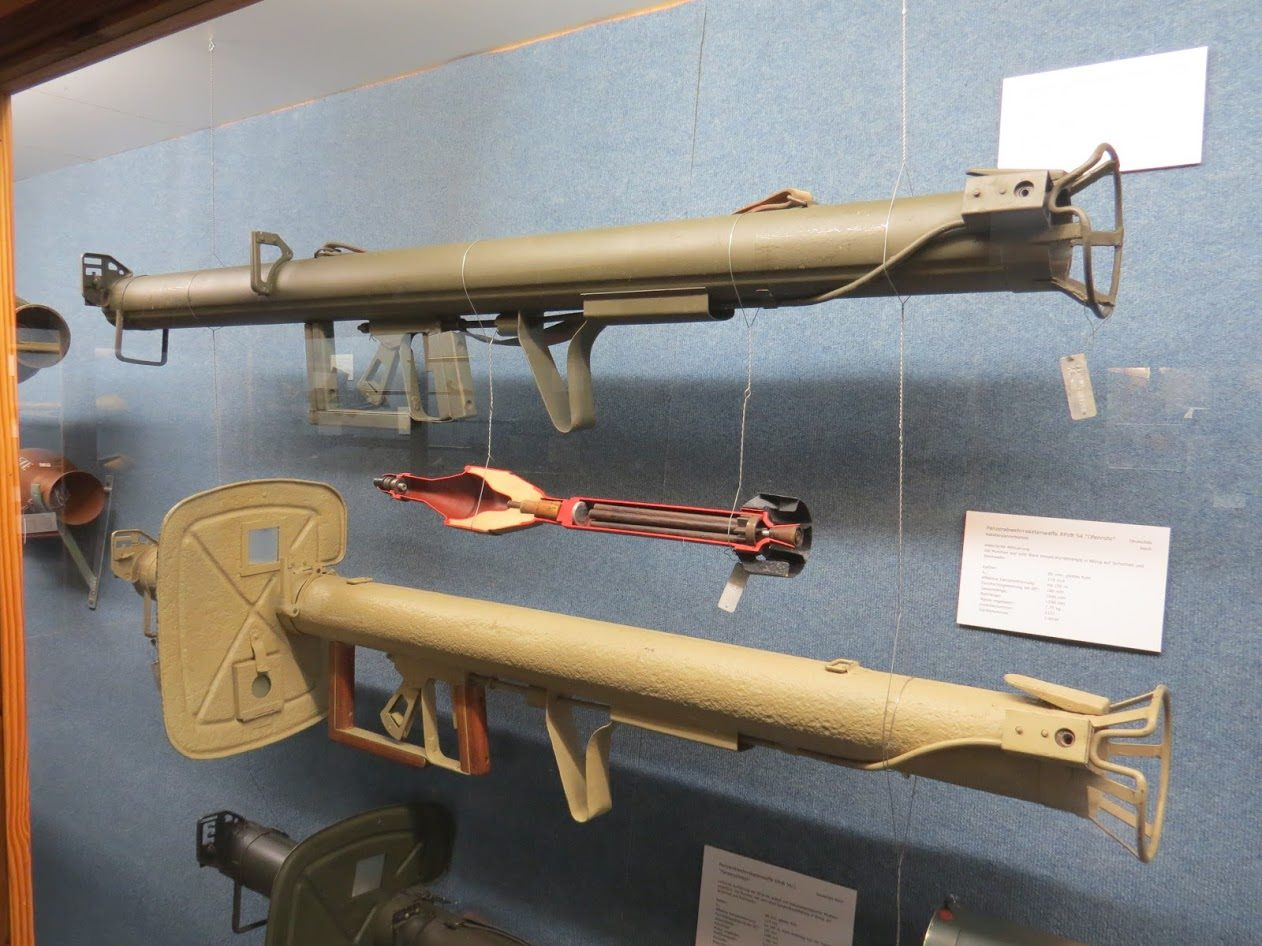
改良型のRPzB 54

1943年後半に、改良型として照準用の雲母製透明小窓の付いた防盾が装着されたRPzB 54（重量11kg）が開発された。この追加された防盾部分は、全軍で不足ぎみな貴重なアルミ合金を使うわけにもいかず、鉄製だった。そのため、戦場ではこの重い鉄製の防盾を取り外して相変わらずマスクを着用し続ける者もいた。1944年には全長を約30cm短くして重量9.5kgに軽量化したRPzB 54/1が開発されており、合計314,895基の発射機と2,218,400発のロケット弾が生産された。
パンツァーシュレックと同時期に使用されたパンツァーファウストは、国民擲弾兵や国民突撃隊のような練度が低い者でも扱いやすい近接攻撃用の兵器であったのに対して、パンツァーシュレックは専門の訓練を受けた戦車猟兵（対戦車任務を行う歩兵のドイツ軍における名称）向けの装備として運用されより長射程で対戦車攻撃ができた。しかし一方、使い捨ての発射筒を放棄できるパンツァーファウストに対し、重いパンツァーシュレックを持ったままでは射撃後の素早い移動が困難であった。

## 使用弾薬諸元

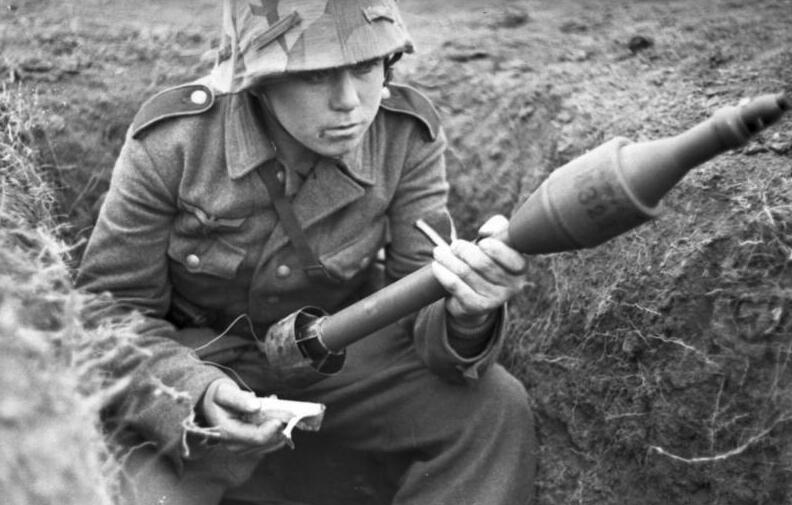
パンツァーシュレックで使用されるGr.4322 HEATロケット弾。右手に持たれているのはロケット弾と電線でつながった通電プラグで、装填の際、発射器左後端のソケットに取り付けられる

8.8cm Raketenpanzerbüchse Granate 4322/4992」
- 全長：649mm（25.56インチ）
- 胴部直径：87.3mm（3.437インチ）
- 重量：3.3kg（7.26ポンド）
- 初速（4322）：104m/sec（340ft/sec）
- 弾頭炸薬重量：0.667kg（1.47ポンド）
- 推進薬重量：0.183kg（0.403ポンド）
- 有効射程（4322）：151m（165ヤード）
- 最大射程（4992）：201m（220ヤード）

## 自走砲化
鹵獲したイギリス軍のユニバーサル・キャリアにパンツァーシュレックを3連装で搭載し「Panzerjäger Bren 731(e)」（731型対戦車ブレンガン・キャリア、イギリス製）と命名して、東部戦線に投入された。同様にSd Kfz 251装甲兵員輸送車やキューベルワーゲンに3連装で搭載した例もあったという。
大戦末期には、小型爆薬運搬車であるボルクヴァルトB IV C型に6連装で搭載した簡易対戦車自走砲も作られ、ベルリン攻防戦に参加している。

## 発展型
1944年8月には、射程と威力の増大を目指した口径10.5cm型のパンツァーシュレックが計画され、2種類が試作された。最初のタイプは全長2.4m、本体重量16kg、ロケット弾の重量は6.1kg、射程300mであった。しかし、重量と全長が個人での携帯に適さないほど過大で不採用となり、次に全長2m、重量13kgの短縮型が作られたが、これも採用には至っていない。

### 8cm RfW 43(8cm Rückstoßfreiwerfer 43)
なお、パンツァーシュレックとは別に、大戦中に試作された口径10.5cmの携帯型対戦車兵器がある。これは“Rückstoßfreiwerfer”（無反動(式)発射器、の意）の兵器種別がなされていたもので、「パンツァートート(Panzertod：“戦車殺し”の意)」またはハンマー(Hammer）と呼ばれる、無反動砲とロケットランチャーの中間的な兵器であった。従来の対戦車ロケット擲弾発射筒の射程の延長と命中精度の向上も目指したものであり、発射するものはロケット弾ではあるが、推進薬の燃焼は砲身内部で終了し、推進薬の燃焼ガスを後端から噴射して反動を相殺するもので、発射筒全体を薬室とする無反動砲とも言うことができる。パンツァーシュレックに比べ総重量45kgと、個人が携行するには過大ではあったが、砲身は前後に分解でき、鉄製の簡易な車輪（洋犂用のものが転用されていた）付きの簡易な砲架と合わせ3人で運搬可能であった。
発射されるロケット弾は重量3.3～3.5kg（弾頭重量4.2kg、炸薬量1.2kgとする資料もある）、弾頭直径は81.4mmで、発射後分離する装弾筒（サボ）を入れた口径は105mmであった（そのため、「10.5cm RfW 43」とも呼ばれる）。弾頭部は8 cm PAW 600と同じく迫撃砲弾から流用されている。砲口は初速430m/秒で、角度60度の100mm装甲板を貫通できた。最大有効射程は500m、命中精度は500mの距離で平均誤差半径が1x1mの範囲に収まり、パンツァーシュレックに比べて射程が長く、この種の「歩兵用携行ロケット砲」としては優秀であった。
1943年10月から開発が始められ、1944年には一旦開発の中止が指令されたものの、1945年に入り急遽開発再開が決定、量産が試みられたものの、終戦までに生産体制の構築が間に合わず、2基が試作されたのみで、実戦投入されることはなかった。

## 登場作品

### 映画
『プライベート・ライアン』
武装親衛隊が、終盤の橋を巡る戦闘で使用。これを認めたアメリカ兵が「パンツァーシュレック!」と叫んで注意を促している。

『デイズ・オブ・グローリー 』
「コルマールの戦い」でドイツ兵が使用。主人公の部隊のうち3人がパンツァーシュレックに吹き飛ばされ瀕死の重傷を負う。

### ゲーム
『Enlisted』
ベルリンキャンペーン、チュニジアキャンペーン、ノルマンディーキャンペーンにてオーフェンローアとして登場。
『The Saboteur』
ナチス兵士が使用している。主人公も武器商人から購入が可能。
『グランド・セフト・オートV』
「花火ランチャー」の名称で登場する。その名のとおり、弾頭は花火になっており、威力は低い。
『コール オブ デューティシリーズ』
『CoD:UO』
ドイツ軍のロケットランチャーとして、防盾が付いていない初期型が登場する。
『CoD:FH』
ドイツ軍のロケットランチャーとして登場する。
『CoD2』
ドイツ軍のロケットランチャーとして登場する。
『CoD2:BRO』
ドイツ軍のロケットランチャーとして登場する。
『CoD3』
ドイツ軍のロケットランチャーとして登場する。
『CoD:WaW』
ドイツ軍の対戦車ロケット砲として登場する。
『CoD:BO』
キャンペーンでドイツ軍が使用しており、主人公も拾えば使用可能。

『親衛隊』
バンダイifシリーズの戦闘級ウォーシミュレーションゲーム。ドイツ軍が使用。
『ネットゲーム95 鋼鉄の虹 〜Die Eisenglorie〜』
未来知識を得たプレイヤーキャラクターが、ゲーム内で1938年に本発射機をフルコピーした兵器を「イエーガーシュレック」として開発。同年グリューネラント陸軍が制式採用した。前述の理由から1937年を舞台にしたTRPG版『鋼鉄の虹 パンツァーメルヒェンRPG』には登場しない。なお、敵対するケルンテン軍はRPG-7の改良型「シグリア・ファウスト」を同様に開発配備している。
『バトルフィールドシリーズ』
『BF1942』
ドイツ軍・日本軍の対戦車ロケット砲として登場する。

『北斗無双』
プレイヤーキャラクターの1人ジャギが、原作でも使用した水平二連式のソードオフ・ショットガンとは別に、本発射機と同一の外見を有するロケットランチャーを背中に背負っている。戦闘時にはロケット弾を発射するだけでなく、本発射機自体を金棒のごとく振り回す攻撃もある。
『メダル・オブ・オナー』シリーズ
第二次世界大戦を題材にした作品に登場する。